# Offshore-Windpark Luchterduinen
Luchterduinen ist der Name eines Offshore-Windparks in der Ausschließlichen Wirtschaftszone der Niederlande. Baubeginn war im Oktober 2013, die Inbetriebnahme erfolgte im September 2015. Nach Angaben von Eneco liegt das prognostizierte jährliche Regelarbeitsvermögen des Windparks bei 530 GWh, was etwa dem Jahresstromverbrauch von 135.000 Haushalten entspricht.

## Allgemeines
Der Offshore-Windpark, der sich über eine Gesamtfläche von 25 km² erstreckt, liegt etwa 23 km vor der Küste der beiden niederländischen Städte Zandvoort und Noordwijk in der Nordsee, die Wassertiefe beträgt zwischen 18 und 24 m. 17 km weiter nördlich liegt der im Jahr 2008 in Betrieb genommene Offshore-Windpark Princess Amalia, ebenfalls in der Nähe der Offshore-Windpark Egmond aan Zee. Eigentümer sind die Unternehmen Eneco und Mitsubishi, die mittels eines Joint Ventures jeweils 50 % der Anteile an dem Windpark halten. 
Zum Bau des Windparks kam u. a. das Errichterschiff Aeolus zum Einsatz, das von der Hamburger Werft J. J. Sietas gebaut und bis Juli 2014 von der Lloyd Werft Bremerhaven ausgerüstet wurde. Für die Aeolus war die Errichtung des Windparks das erste Projekt nach ihrer Indienststellung.
Baubeginn war im Oktober 2013, im Juni 2015 wurde die letzte Windkraftanlage installiert. Im September 2015, drei Monate vor dem angestrebten Datum, wurde der Windpark offiziell in Betrieb genommen.

## Technik

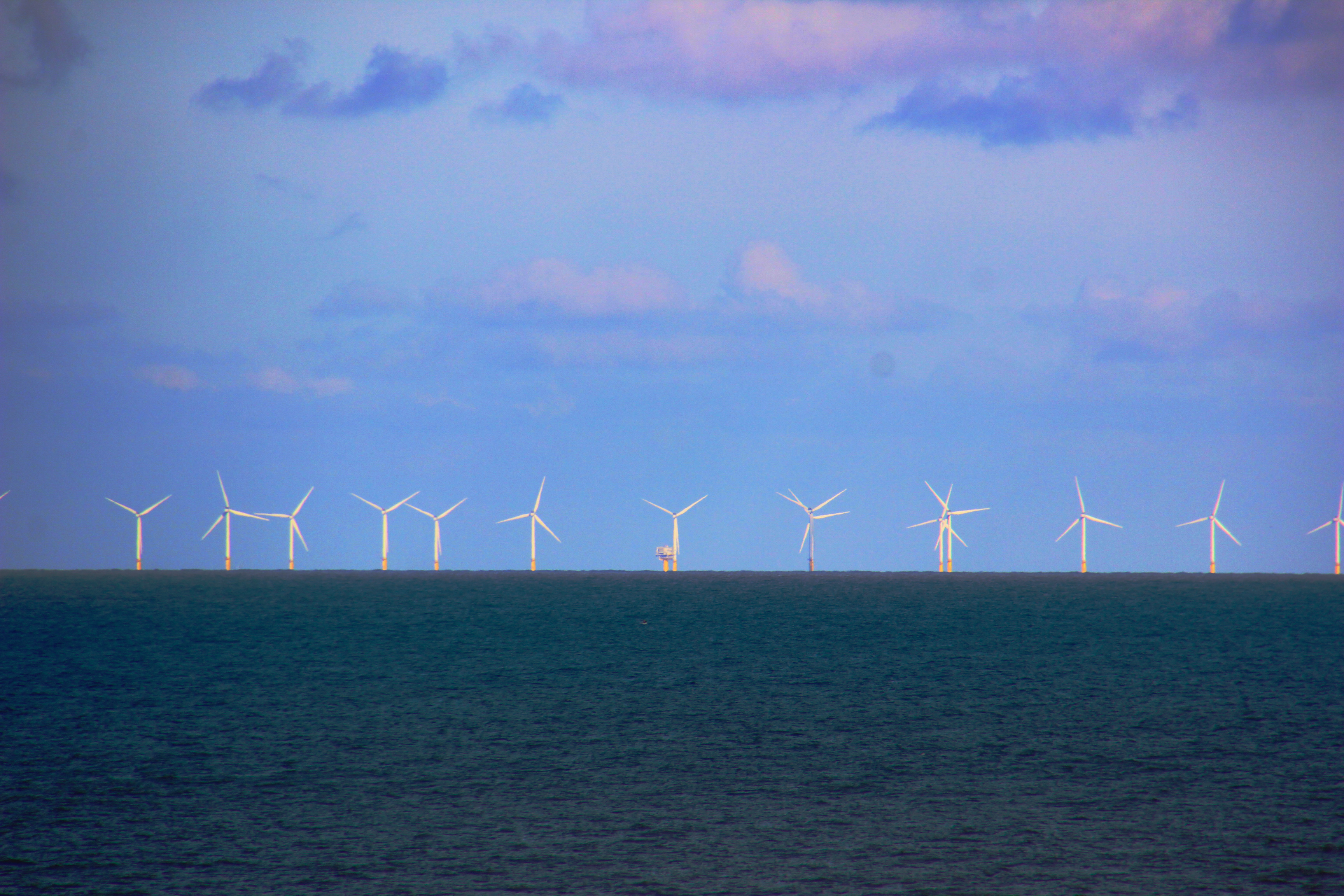
Gleicher Standort wie beim Hauptbild, längere Brennweite

Zum Einsatz kommen 43 Windkraftanlagen des Typs Vestas V112-3.0 MW mit einer Nennleistung von jeweils 3 MW, die über eine Nabenhöhe von 81 m sowie einen Rotordurchmesser von 112 m verfügen. Damit ergibt sich eine Gesamthöhe der Anlagen von ca. 137 m; die Gesamtleistung der Anlagen beträgt 129 MW. Als Gründungsstruktur werden Monopiles genutzt, ein Übergangsstück zwischen Monopile und Turm wird nicht verwendet. 
Ursprünglich war vorgesehen, den Windpark mit 51 Anlagen des Typs Vestas V90-3MW auszustatten, wie sie auch bei dem benachbarten Offshore.Windpark Princess Amalia zum Einsatz kommen. In dieser Konfiguration hätte die Nennleistung 153 MW betragen. Dieser Plan wurde aber aufgegeben und stattdessen den deutlich ertragreicheren Anlagen des Typs V112-3MW der Vorzug gegeben. 
Die Seekabel der Innerparkverkabelung werden mit einer Spannung von 33 kV betrieben. Mittels einer im Windpark befindlichen Umspannplattform wird die Spannung auf 150 kV transformiert, mit der das Exportkabel bis zum Umspannwerk in Sassenheim betrieben wird.